# خانه سحیمی

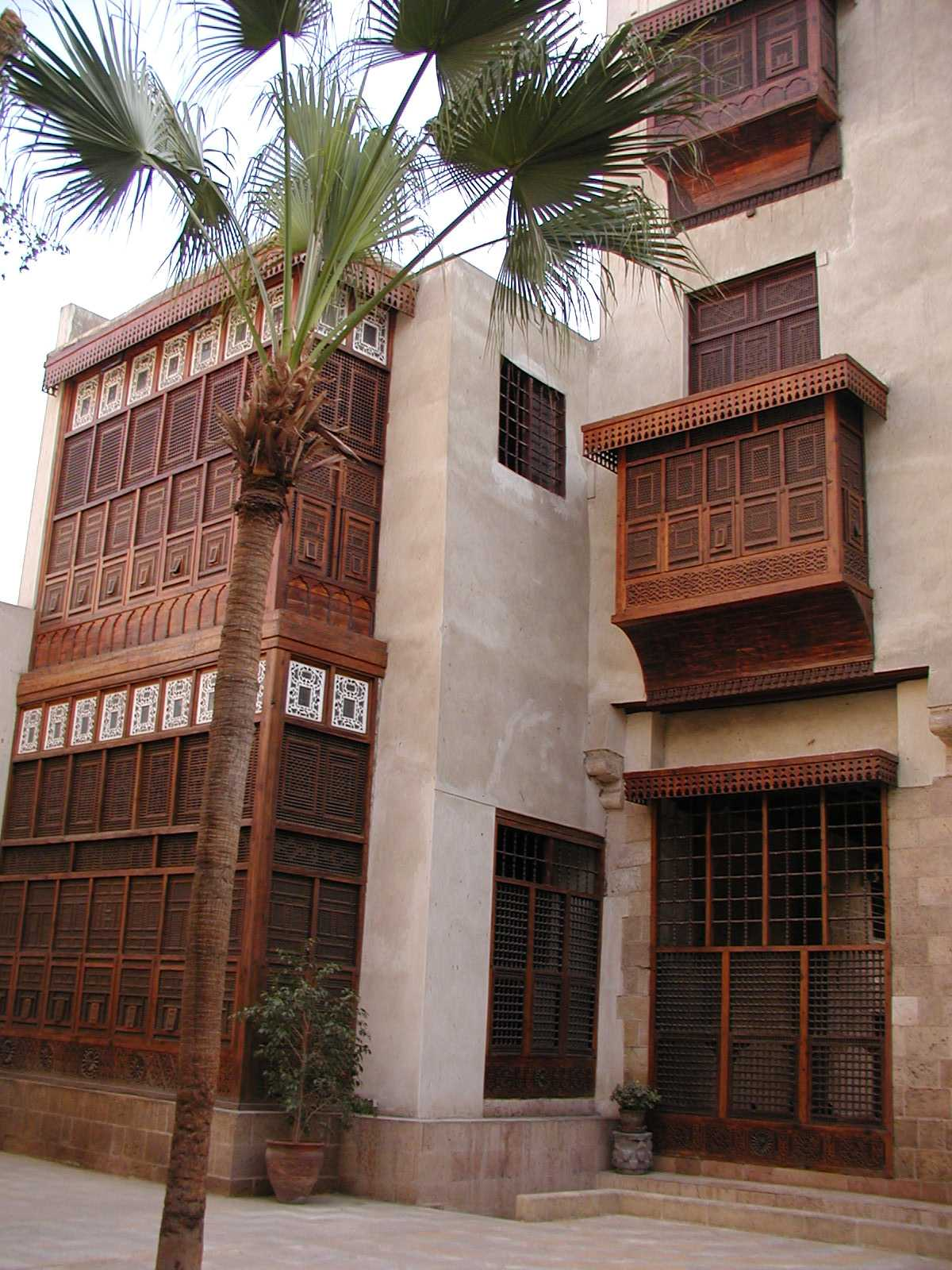
خانه سحیمی کاربری موزه نیز دارد.

خانهٔ سُحَیمی یک خانه سنتی عربی در شهر قاهره است که در ملحهٔ درب الأصفر که از خیابان المعز لدین الله جدا می‌شود، جای دارد. این خانه در سال ۱۰۵۸ هـ (۱۶۴۸ م) ساخته شد و به نام آخرین ساکن آن، محمد امین سحیمی یکی از بزرگان مسجد الازهر نامگذاری شده است.

## نگارخانه

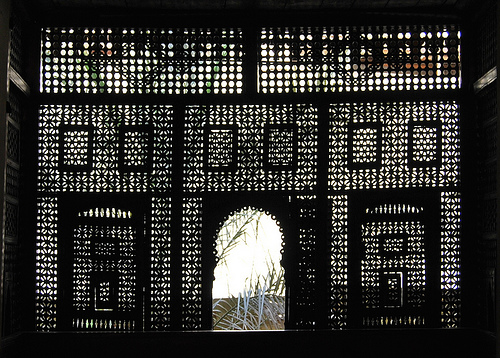
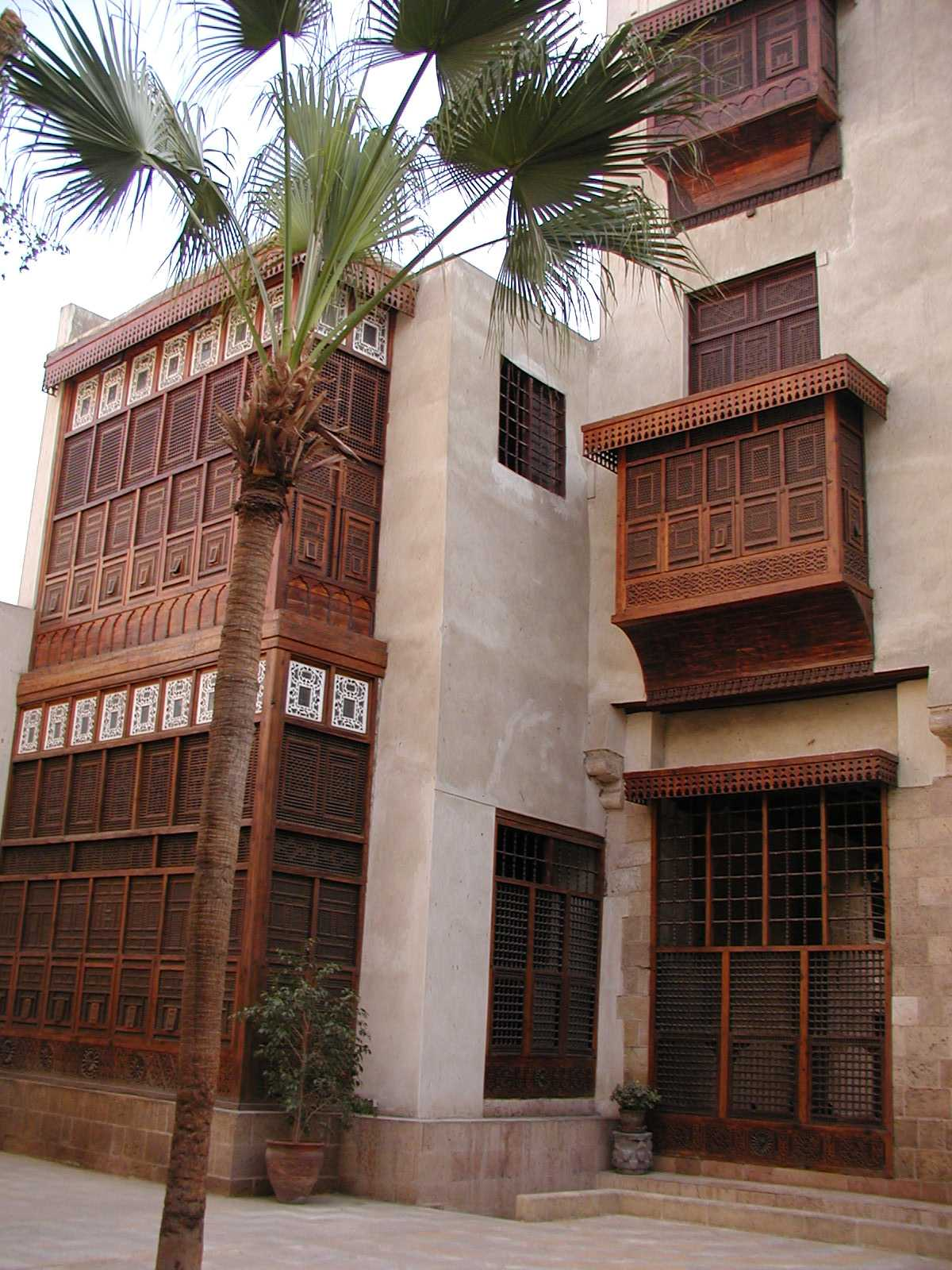
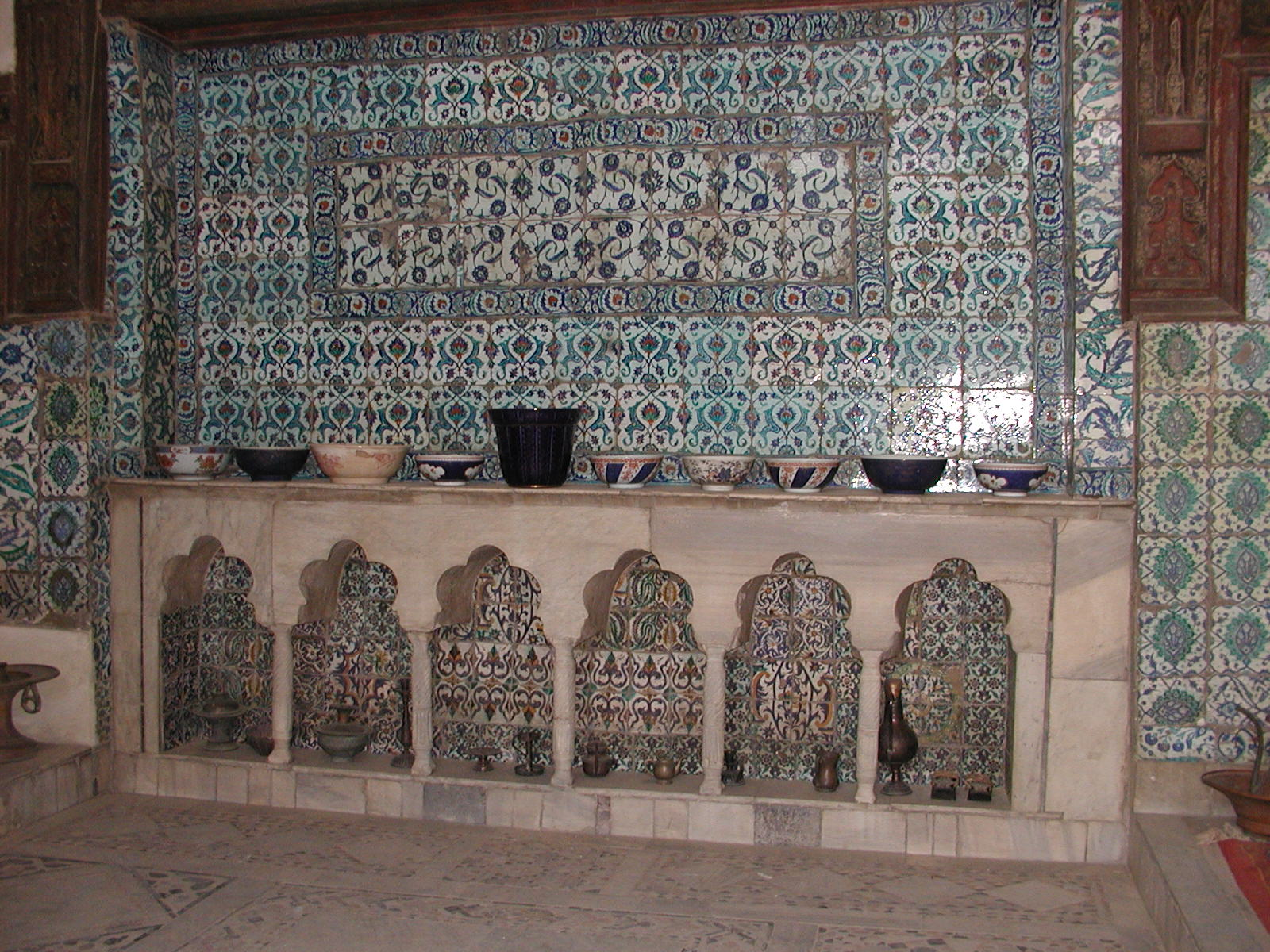
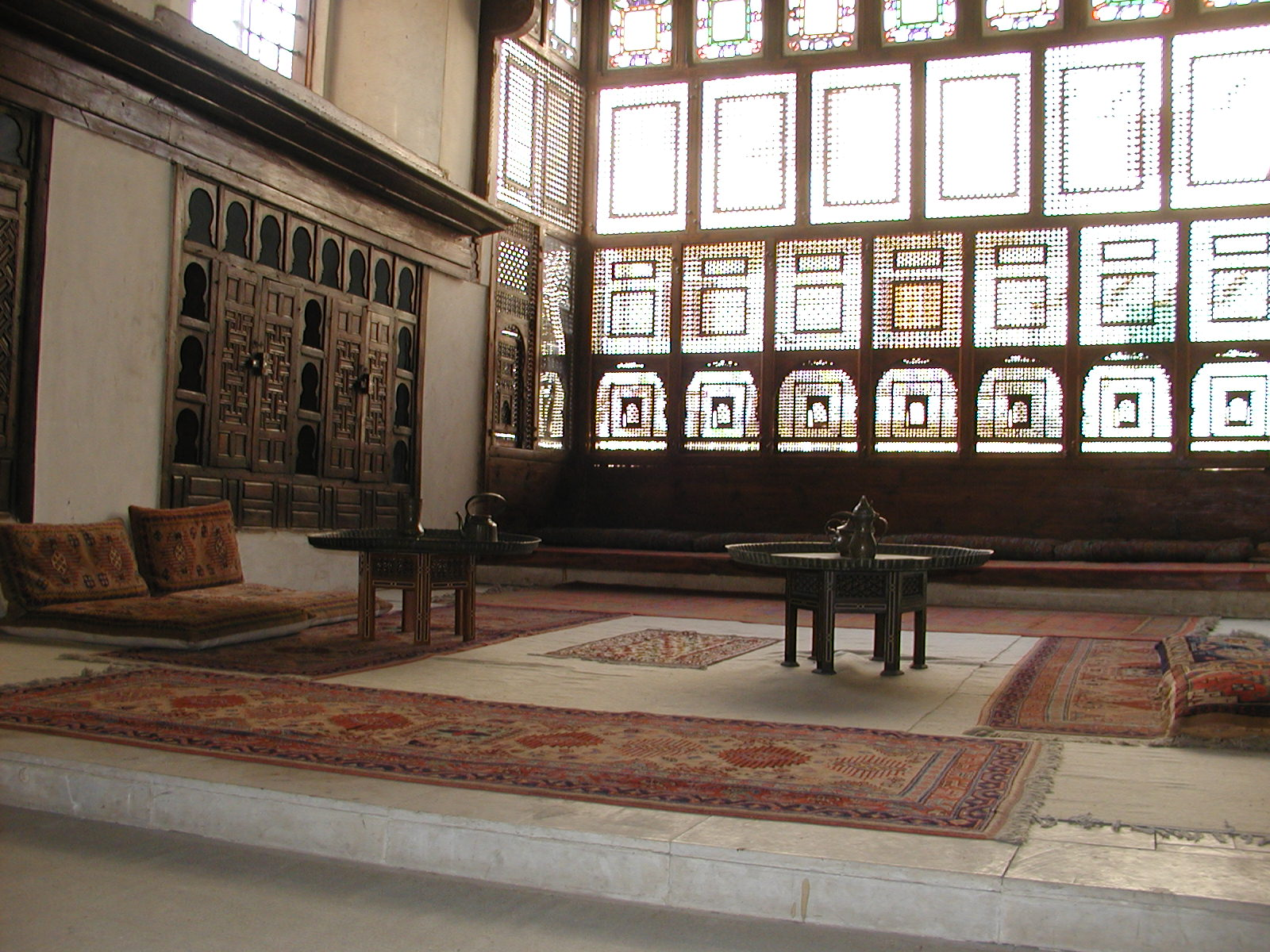
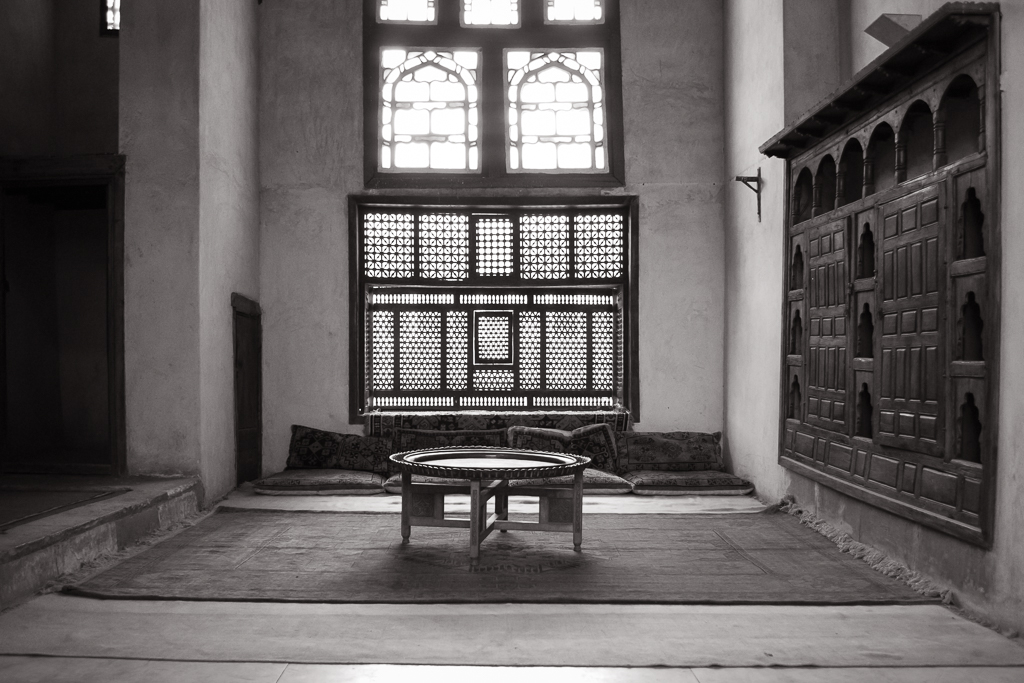